# Arteria superior lateral de la rodilla
La arteria superior lateral de la rodilla es una arteria que se origina como rama colateral de la arteria poplítea y que irriga una parte de la articulación de la rodilla.

## Trayecto
Discurre sobre el cóndilo lateral del fémur, por debajo del tendón del músculo bíceps femoral.

## Ramas
Presenta dos ramos terminales:
- uno superficial, que irriga el músculo vasto lateral y la porción del fémur cubierta por este músculo, ramo que se anastomosa con la rama descendente de la arteria circunfleja femoral lateral y la arteria inferior lateral de la rodilla.
- uno profundo, que irriga la parte interior del fémur y la articulación de la rodilla, y forma un arco anastomótico a través de la parte frontal del hueso con la arteria descendente de la rodilla y la arteria inferior medial de la rodilla (según Anatomía de Gray), o con la arteria superior medial de la rodilla y la arteria inferior lateral de la rodilla (Según Dorland).[1]

## Distribución
Se distribuye hacia la articulación de la rodilla, el fémur, la rótula y los músculos vecinos.

## Imágenes adicionales

Arterias del muslo y la rodilla.
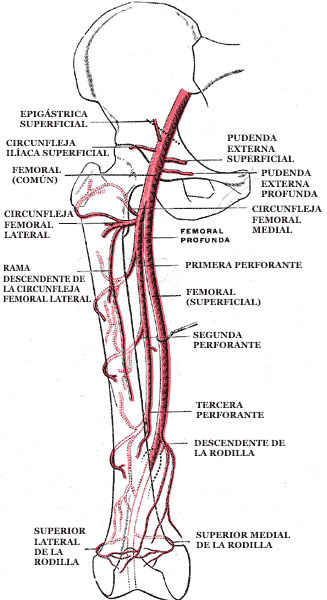
Muslo derecho, vista anterior. Esquema de la arteria femoral y otras arterias derivadas.
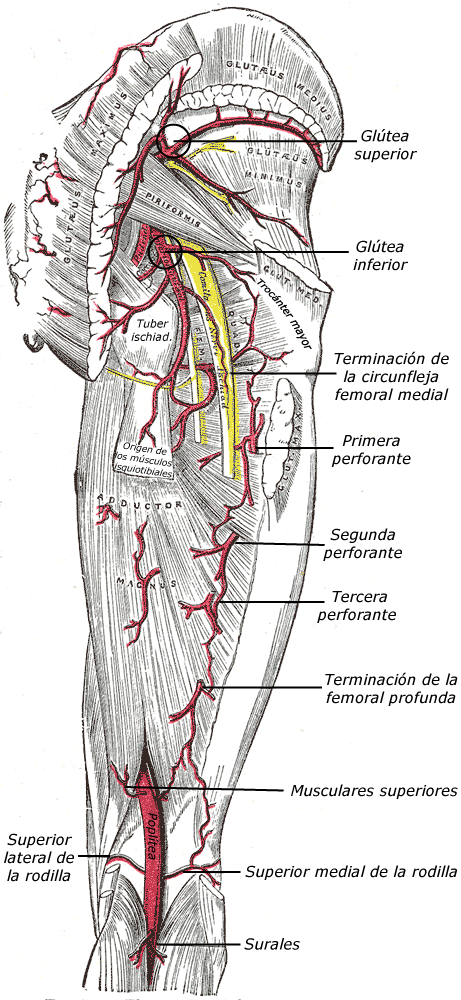
Arterias de las regiones glútea y femoral posterior.